# Rick Rubin
Rick Rubin, właśc. Frederick Jay Rubin (ur. 10 marca 1963) – amerykański producent muzyczny żydowskiego pochodzenia, współzałożyciel wytwórni Def Jam Recordings, założyciel i właściciel wytwórni American Recordings oraz jeden z prezesów wytwórni Columbia Records, zajmujący się przede wszystkim muzyką z gatunku hip-hop i heavy metal. Należał do rockowego zespołu Hose, z którym w 1983 wydał album o nazwie Hose. W latach 80. był pierwszym DJ-em hip-hopowego zespołu Beastie Boys, występując na scenie pod pseudonimem DJ Double R.
W 1984 roku w Nowym Jorku założył wytwórnię Def Jam, a w wyniku niezgodności ze wspólnikiem, Russellem Simmonsem, przeniósł się do Los Angeles, gdzie w 1989 r. stworzył Def American. W 1993 r. wytwórnia ta zmieniła nazwę na American Recordings.
W 2007 roku magazyn Time umieścił go na liście 100 Najbardziej Wpływowych Osób Świata.
Zespoły i artyści współpracujący do tej pory z Rubinem to m.in. Adele, Beastie Boys, Aerosmith, The Cult, Danzig, Slayer, Johnny Cash, Public Enemy, Run-D.M.C., AC/DC, Red Hot Chili Peppers, Rage Against the Machine, The Black Crowes, The Mars Volta, System of a Down, Limp Bizkit, Slipknot, Linkin Park, Metallica, Gossip, U2, Black Sabbath, Jay-Z, Kanye West, Eminem, Lady Gaga oraz Imagine Dragons.
Przyjaźni się z Owenem Wilsonem i Chrisem Rockiem. Jest buddystą, wielbicielem wrestlingu i surfingu. Był wegetarianinem, później zaczął stosować dietę składająca się wyłącznie z mięsa.  

## Dyskografia
| - Radio – LL Cool J (1985) - Licensed to Ill – Beastie Boys (1986) - Raising Hell – Run-D.M.C. (1986) - Reign In Blood – Slayer (1986) - Electric – The Cult (1987) - Yo! Bum Rush the Show – Public Enemy (1987) - Danzig – Danzig (1988) - Tougher Than Leather – Run-D.M.C. (1988) - South of Heaven – Slayer (1988) - It Takes a Nation of Millions to Hold Us Back – Public Enemy (1988) - Andrew Dice Clay – Andrew Dice Clay (1989) - Walking with a Panther – LL Cool J (1989) - Danzig II: Lucifuge – Danzig (1990) - Seasons in the Abyss – Slayer (1990) - Decade of Aggression – Slayer (1991) - Blood Sugar Sex Magik – Red Hot Chili Peppers (1991) - Danzig III: How the Gods Kill – Danzig (1992) - Thrall: Demonsweatlive – Danzig (1993) - Danzig 4 – Danzig (1994) - American Recordings – Johnny Cash (1994) - Divine Intervention – Slayer (1994) - One Hot Minute – Red Hot Chili Peppers (1995) - Ballbreaker – AC/DC (1995) - Unchained – Johnny Cash (1996) - Undisputed Attitude – Slayer (1996) - Diabolus in Musica – Slayer (1998) - System of a Down – System of a Down (1998) - Californication – Red Hot Chili Peppers (1999) - American III: Solitary Man – Johnny Cash (2000) - Paloalto – Paloalto (2000) - Renegades – Rage Against the Machine (2000) - Amethyst Rock Star – Saul Williams (2001) - Toxicity – System of a Down (2001) - American IV: The Man Comes Around – Johnny Cash (2002) - By the Way – Red Hot Chili Peppers (2002) - Audioslave – Audioslave (2002) - Steal This Album! – System of a Down (2002) - Unearthed – Johnny Cash (2003) - De-Loused in the Comatorium – The Mars Volta (2003) (z Omar Rodríguez-López) - The Black Album – Jay-Z (2003) - Live at the Grand Olympic Auditorium – Rage Against the Machine (2003) |  | - Vol. 3: (The Subliminal Verses) – Slipknot (2004) - Armed Love – The (International) Noise Conspiracy (2004) - Crunk Juice – Lil Jon & the East Side Boyz (2004) - Make Believe – Weezer (2005) - Out of Exile – Audioslave (2005) - Mezmerize – System of a Down (2005) - Hypnotize – System of a Down (2005) - Fijación Oral Vol. 1 – Shakira (2005) - Oral Fixation Vol. 2 – Shakira (2005) - 12 Songs – Neil Diamond (2005) - Stadium Arcadium – Red Hot Chili Peppers (2006) - FutureSex/LoveSounds – Justin Timberlake (2006) - Christ Illusion – Slayer (2006) - Taking the Long Way – Dixie Chicks (2006) - Minutes to Midnight – Linkin Park (2007) - Poison’d! – Poison (2007) - Luna Halo – Luna Halo (2007) - Live in Liverpool – Gossip (2007) - Free Life – Dan Wilson (2007) - Classic (Better Than I’ve Ever Been) – Kanye West, Nas, KRS-One, Rakim (2007) - Dancing for the Death of an Imaginary Enemy – Ours (2008) - Home Before Dark – Neil Diamond (2008) - Weezer – Weezer (2008) - Seeing Things – Jakob Dylan (2008) - Death Magnetic – Metallica (2008) - The Cross of My Calling – The (International) Noise Conspiracy (2008) - Music for Men – Gossip (2009) - Back and Fourth – Pete Yorn (2009) - I and Love and You – The Avett Brothers (2009) - Give Up the Ghost – Brandi Carlile (2009) - World Painted Blood – Slayer (2009) - American VI: Ain’t No Grave – Johnny Cash (2010) - A Thousand Suns – Linkin Park (2010) - I’m with You – Red Hot Chili Peppers (2011) - Living Things – Linkin Park (2012) - Paradise – Lana Del Rey (2012) - 13 – Black Sabbath (2013) - Yeezus – Kanye West (2013) - The Marshall Mathers LP 2 – Eminem (2013) - Artpop – Lady Gaga (2013) - Revival – Eminem (2017) - Gag Order – Kesha (2023) |

## Nagrody
Grammy Awards
- 2007 – Grammy Award for Producer of the Year, Non-Classical
- 2009 – Grammy Award for Producer of the Year, Non-Classical

## Filmografia
- Sound City (2013, film dokumentalny, reżyseria: Dave Grohl)[10]
- Sonic Highways (2014, serial dokumentalny, reżyseria: Dave Grohl)

## Literatura przedmiotu
- Jake Brown, Rick Rubin: In the Studio, ECW Press, 2009, ISBN 978-1-55022-875-5[11]